# Шильцево (Архангельская область)
Шильцево — деревня в Холмогорском районе Архангельской области.

## География
Находится в центральной части Архангельской области на расстоянии приблизительно 11 км на запад-юго-запад по прямой от села Емецк на левом берегу реки Емца.

## История
В 1859 году здесь (тогда деревня Холмогорского уезда Архангельской губернии) было учтено 5 дворов. До 2015 года входила в Зачачьевское сельское поселение, с 2015 по 2022 в Емецкое сельское поселение до его упразднения.

## Население
Численность населения: 26 человек (1859 год), 3 (русские 100 %) в 2002 году, 0 в 2019.